# Поєнарі (Джурджу)
Поєнарі (рум. Poenari) — село у повіті Джурджу в Румунії. Входить до складу комуни Улмі.
Село розташоване на відстані 26 км на захід від Бухареста, 65 км на північ від Джурджу, 132 км на південь від Брашова.

## Населення
За даними перепису населення 2002 року у селі проживали 1003 особи, з них 1002 особи (99,9%) румунів. Усі жителі села рідною мовою назвали румунську.